# Borgogna Transgiurana
     Alta Borgogna
     Bassa Borgogna
     Ducato di Borgogna di Riccardo il Giustiziere

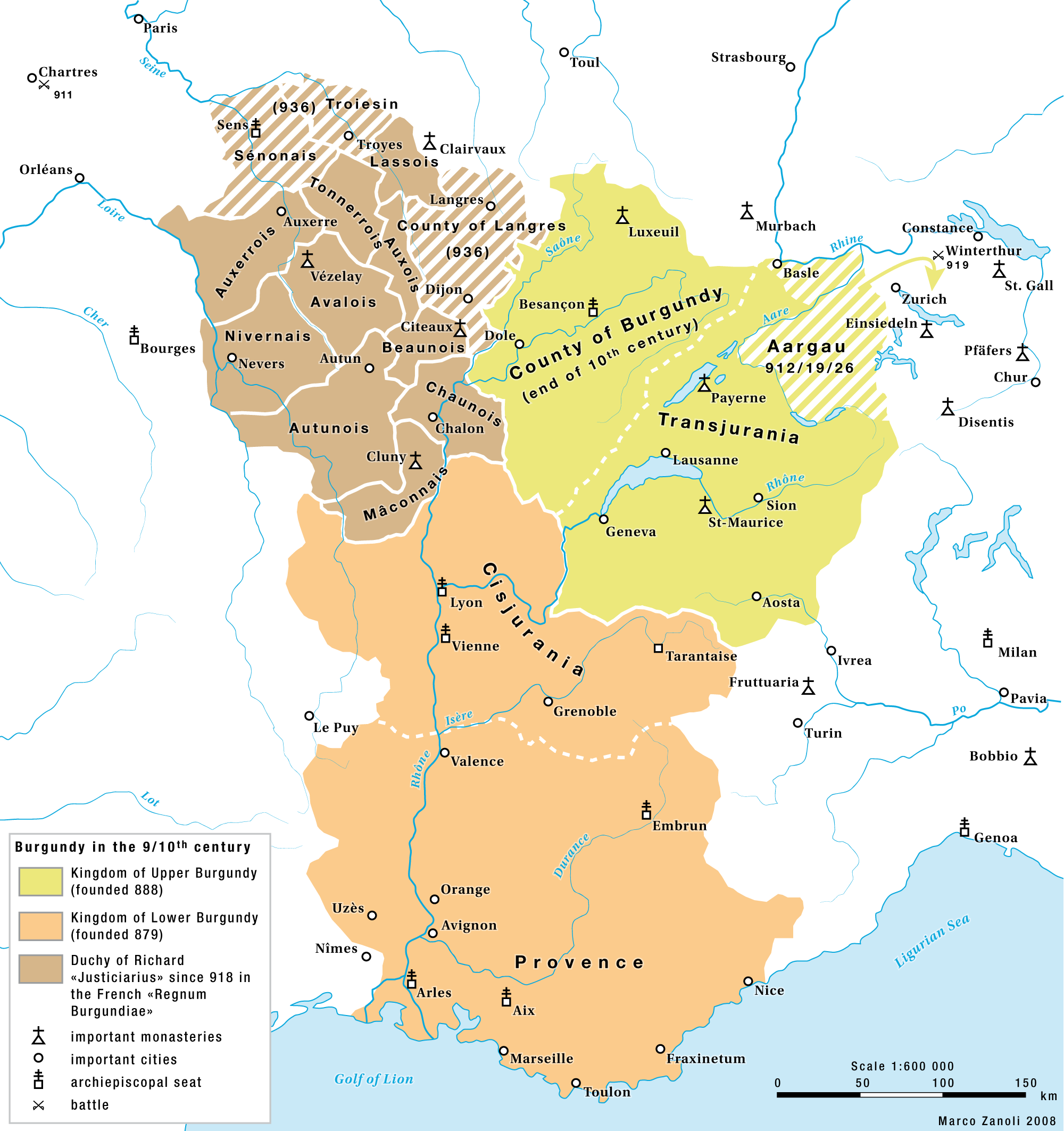
Le tre parti del regno di Borgogna verso il 900 d.C.:
----
Alta Borgogna
Bassa Borgogna
Ducato di Borgogna di Riccardo il Giustiziere

La Borgogna Transgiuriana, detta anche Alta Borgogna, era la parte settentrionale di quello che era stato il Regno di Borgogna e che si estendeva a est del massiccio del Giura sino alle Alpi e che comprendeva l'Alta Savoia, la Valle d'Aosta, l'attuale Svizzera occidentale (Ginevra, Losanna, i territori circostanti Basilea e il Vallese) e la contea di Besançon, che fu aggregata alla Alsazia e alla Lorena al momento in cui, nell'855, l'imperatore Lotario I divise il regno di Lotaringia.
I confini della contea e poi regno erano il ducato di Borgogna a ovest, la Borgogna Cisgiurana a sud sud-ovest, il Regno d'Italia a sud-est, il Ducato di Svevia ad est e a nord.
Il nome fu in auge dall'862 quando Corrado II ottenne, tra l'861 e l'862, dall'imperatore Ludovico II, le tre diocesi trangiurane di Ginevra, Losanna, Sion e l'abbazia di Saint Maurice d'Agaune. 
A Corrado II successe, come conte di Borgogna Transgiurana, il figlio Rodolfo I, che, nell'888, fu eletto Re di Borgogna Transgiurana.
Infine a Rodolfo I subentrò il figlio Rodolfo II che riunificò il regno di Borgogna Transgiurana con il regno di Provenza (comprendente la Provenza vera e propria e la Borgogna Cisgiurana), per cui il Re di Borgogna Transgiurana divenne re delle due Borgone o re di Arles.